# داريوس أدامشيك
داريوس أدامشيك (بالإنجليزية: Darius Adamczyk)‏ هو شخصية أعمال وكبير الإداريين التنفيذيين أمريكي، ولد في 8 فبراير 1966 في بولندا.